# Parroquia de San Luis Obispo de Tolosa Tlaxialtemalco
La Parroquia de San Luis Obispo de Tolosa Tlaxialtemalco es una iglesia católica ubicada en la alcaldía Xochimilco de la Ciudad de México. El templo está catalogado como monumento histórico por el Instituto Nacional de Antropología e Historia.

## Historia
La población de Tlaxialtemalco contaba con una ermita desde 1586. La construcción del templo inició el 25 de julio de 1603 bajo la supervisión del fraile Alonso de Paz Monterrey. La iglesia está dedicada a Luis de Tolosa y tuvo tres cofradías: La Concepción, La Purificación y del Rosario. Fue pueblo de visita de los frailes de la Orden Franciscana del Convento de San Bernardino de Siena.
La iglesia recibió trabajos de restauración en 1897. Durante la Revolución mexicana el templo fue saqueado y despojado de todos sus objetos de oro y plata. Igualmente fueron sustraidas varias imágenes de santos y una pintura al óleo de la Virgen de Guadalupe. La iglesia volvió a ser restaurada en 1978. En 1990 el templo fue elevado a la categoría de parroquia, hecho que fue conmemorado con la instalación de una inscripción en la iglesia. El 28 de octubre de 2002 el inmueble fue catalogado como monumento histórico por el Instituto Nacional de Antropología e Historia.
El templo sufrió daños por el terremoto del 19 de septiembre de 2017. El trabajo de restauración costó 11 millones de pesos e incluyó la reconstrucción de la torre del campanario y la colocación de tensores en los arcos.

## Estructura
El templo está construido en piedra y consta de una sola nave. Su fachada es aplanada y está pintada de blanco, con detalles en rojo. Sobre el pórtico se encuentran dos ventanas rectangulares colocadas una encima de la otra. Cuenta con un campanario conectado al edificio con el mismo estilo arquitectónico y otro separado, construido en ladrillo colocado al lado de la parroquia. En el interior de la iglesia se encuentran dos pinturas hechas al óleo en 1753 por Isidro de Meunillo. Una representa a San Luis de Tolosa y otra a San Luis Rey de Francia. Cuenta también con otras dos pinturas hechas en el siglo XVII que representan a Jesús camino al Calvario y el martirio de San Sebastián de Milán.